# حاجي أحمد باشا
حاجي أحمد باشا سياسي عثماني شغل منصب والي مصر منذ 1764 حتى 1764.